# Клівленд (Теннессі)
Клівленд (англ. Cleveland) — місто (англ. city) в США, в окрузі Бредлі штату Теннессі. Населення — 47 356 осіб (2020).

## Географія
Клівленд розташований за координатами 35°10′56″ пн. ш. 84°52′15″ зх. д. / 35.18222° пн. ш. 84.87083° зх. д. (35.182101, -84.870969).  За даними Бюро перепису населення США в 2010 році місто мало площу 69,67 км², з яких 69,65 км² — суходіл та 0,02 км² — водойми.

### Клімат
| Клімат : Клівленд                           | Клімат : Клівленд | Клімат : Клівленд | Клімат : Клівленд | Клімат : Клівленд | Клімат : Клівленд | Клімат : Клівленд | Клімат : Клівленд | Клімат : Клівленд | Клімат : Клівленд | Клімат : Клівленд | Клімат : Клівленд | Клімат : Клівленд | Клімат : Клівленд |
| Показник                                    | Січ.              | Лют.              | Бер.              | Квіт.             | Трав.             | Черв.             | Лип.              | Серп.             | Вер.              | Жовт.             | Лист.             | Груд.             | Рік               |
| Середній максимум, °C                       | 10,0              | 12,2              | 17,2              | 22,8              | 26,7              | 30,0              | 32,2              | 31,7              | 28,3              | 22,2              | 16,7              | 11,1              | 21,8              |
| Середній мінімум, °C                        | −2,2              | −0,6              | 3,3               | 7,8               | 13,3              | 18,3              | 20,6              | 19,4              | 15,6              | 8,9               | 3,3               | −1,1              | 8,9               |
| Норма опадів, мм                            | 127               | 122               | 130               | 109               | 112               | 114               | 102               | 89                | 104               | 84                | 127               | 127               | 1347              |
| ------------------------------------------- | ----------------- | ----------------- | ----------------- | ----------------- | ----------------- | ----------------- | ----------------- | ----------------- | ----------------- | ----------------- | ----------------- | ----------------- | ----------------- |
| Джерело: weather.com http://www.weather.com |                   |                   |                   |                   |                   |                   |                   |                   |                   |                   |                   |                   |                   |

## Демографія
Згідно з переписом 2010 року, у місті мешкало 41 285 осіб у 16 107 домогосподарствах у складі 10 063 родин. Густота населення становила 593 особи/км².  Було 17841 помешкання (256/км²).
Расовий склад населення:
| - 83,9 % — білих - 7,4 % — чорних або афроамериканців - 1,5 % — азіатів - 0,4 % — корінних американців - 0,1 % — вихідців з тихоокеанських островів - 4,3 % — осіб інших рас |

До двох чи більше рас належало 2,4 %. Частка іспаномовних становила 7,5 % від усіх жителів.
За віковим діапазоном населення розподілялося таким чином: 21,8 % — особи молодші 18 років, 63,4 % — особи у віці 18—64 років, 14,8 % — особи у віці 65 років та старші. Медіана віку мешканця становила 34,8 року. На 100 осіб жіночої статі у місті припадало 90,9 чоловіків;  на 100 жінок у віці від 18 років та старших — 87,2 чоловіків також старших 18 років.
Середній дохід на одне домашнє господарство  становив 61 351 долар США (медіана — 36 669), а середній дохід на одну сім'ю — 77 075 доларів (медіана — 46 529). Медіана доходів становила 36 743 долари для чоловіків та 32 356 доларів для жінок. За межею бідності перебувало 25,0 % осіб, у тому числі 37,1 % дітей у віці до 18 років та 13,2 % осіб у віці 65 років та старших.
Цивільне працевлаштоване населення становило 17 687 осіб. Основні галузі зайнятості: освіта, охорона здоров'я та соціальна допомога — 22,7 %, виробництво — 15,5 %, мистецтво, розваги та відпочинок — 14,9 %.